# Wyton, Cambridgeshire
Wyton är en by i civil parish Houghton and Wyton, i distriktet Huntingdonshire, i grevskapet Cambridgeshire i England. Byn är belägen 23 km från Cambridge. Wyton var en civil parish fram till 1935 när blev den en del av Houghton and Wyton. Civil parish hade 445 invånare år 1931. Byn nämndes i Domedagsboken (Domesday Book) år 1086, och kallades då Witune.